# UFC 261
UFC 261: Usman vs. Masvidal 2 var en MMA-gala anordnad av UFC. Den ägde rum 24 april 2021 vid Vystar Veterans Memorial Arena i Jacksonville, Florida, USA.

## Bakgrund
Den 15 mars meddelade Dana White att galan skulle hållas i Jacksonville, Florida i en öppen arena med 15 000 platser. Det här var den första galan sedan UFC 248 i mars 2020 som en arena tillät publik upp till arenans kapacitet.
Galans tre huvudmatcher var samtliga titelmatcher. Welterviktstiteln stod på spel mellan mästaren Kamaru Usman och utmanaren Jorge Masvidal i galans huvudmatch. Mästaren Weili Zhang satte bältet på spel mot utmanaren och före detta mästaren Rose Namajunas i stråvikt i galans första delade huvudmatch. I den andra delade huvudmatchen gick mästaren Valentina Sjevtjenko mot utmanaren och före detta stråviktsmästaren Jéssica Andrade.

## Ändringar
Johnny Walker var tänkt att möta Jimmy Crute i lätt tungvikt, men Walker drog sig ur matchen på grund av skada och ersattes av Anthony Smith.

### Invägning
Vid invägningen strömmad via Youtube vägde utövarna följande:

## Resultat

### Bonusar
Följande MMA-utövare fick bonusar om 50 000 USD vardera:
- Fight of the Night: Jeff Molina vs. Qileng Aori
- Performance of the Night: Kamaru Usman och Rose Namajunas